# Shauli Einav

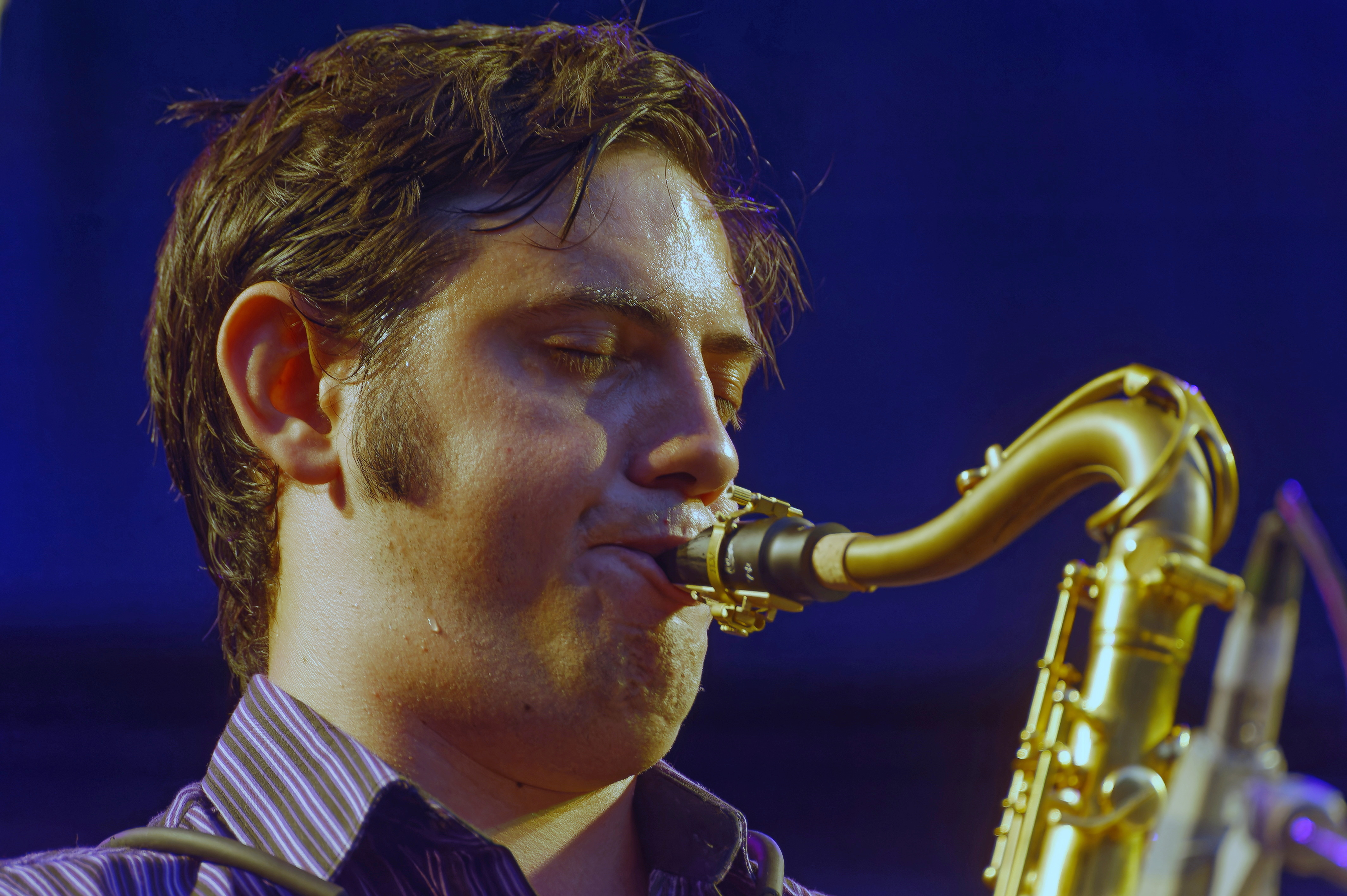
Shauli Einav mit seinem Quintett im Palmengarten Frankfurt 2015

Shauli Einav (* 1. Juli 1982) ist ein israelischer Musiker (Saxophone (Tenor, Sopran), Komposition) des Modern Jazz.

## Leben und Wirken
Einav begann im Alter von vier Jahren Geige zu spielen. Mit 13 Jahren wechselte er zum Saxophon und begann in vielen Bands aus Jerusalem und Tel Aviv zu spielen. 1998 wurde Einav von dem amerikanischen Saxophonisten Arnie Lawrence entdeckt. Einav schloss später seinen Bachelor of Arts an der Jerusalem Academy ab und erwarb seinen Master an der Eastman School of Music in Rochester, New York. Nach sieben Jahren in der Musikszene von New York zog er nach Paris; dort spielte er mit Jazzmusikern wie Aaron Goldberg, Avishai Cohen, Don Friedman, Eliot Zigmund, Omer Avital, Johnathan Blake, Shai Maestro, Walt Weiskopf, Frank Gambale, Dave Liebman und Gilad Hekselman.
Einav trat mit seinen Ensembles in Veranstaltungsorten und Festivals wie Duc des Lombards, Südtirol Jazzfest, Rochester Jazz Festival, Swing Hall Tokio, Bohemia Jazz Festival, Venice Jazz Festival, Jazzfestival am Roten Meer, Enjoy Jazz, Smalls, Kitano, Knitting Factory und der Münchner Unterfahrt auf. 2008 erschien sein Debütalbum Home Seek. Unter eigenem Namen legte er in den 2010er-Jahren mehrere Alben vor; 2018 erschien Animi, mit Andy Hunter (Posaune), Tim Collins (Vibraphon), Yoni Zelnik (Bass), Guilhem Flouzat (Schlagzeug) und Facal Salhi (Oud).

## Diskographische Hinweise
- Opus One (2010), mit Andy Hunter, Shai Maestro, Joseph Lepore, Johnathan Blake
- Generations (Posi-Tone, 202), mit Itai Kriss, Don Friedman, Or Bareket, Eliot Zigmund
- A Truth About Me (Cristal Records 2013), mit Andy Hunter, Antonin-Tri Hoang, Paul Lay, Florent Nisse, Louis Moutin